# Airlink
Airlink es una aerolínea con base en Sudáfrica. Es una compañía privada y es una compañía regional con vuelos a pequeñas poblaciones, centros regionales y bases de operaciones de Sudáfrica. No mantiene una alianza con South African Airways y South African Express, pero si mantiene algunos acuerdos de cooperación.

## Historia
Airlink fue fundada en 1995 e incluye a otras aerolíneas: Midlands Aviation (fundada en 1967), Lowveld Aviation Services, Magnum Airways, Border Air, Citi Air y Link Airways. Tiene el 49% de las acciones en Zimbabue Airlink y un 40% de acciones en Airlink Swaziland. En 1997 Airlink se unió con South African Airways y South African Express Airways en una alianza estratégica, y fue renombrada como South African Airlink, pero esta alianza fue cancelada a comienzos de 2006.

## Vuelos
Airlink efectúa los siguientes vuelos (en abril de 2009):
| País                                                 | Ciudad                       | Aeropuerto                                                            | Notas                                   |
| África                                               |                              |                                                                       |                                         |
| Bandera de Sudáfrica                                 | Bloemfontein                 | Aeropuerto de Bloemfontein                                            |                                         |
|                                                      | Ciudad del Cabo              | Aeropuerto Internacional de Ciudad del Cabo                           |                                         |
|                                                      | Durban                       | Aeropuerto Internacional de Durban                                    |                                         |
|                                                      | East London                  | Aeropuerto de East London                                             |                                         |
|                                                      | George                       | Aeropuerto de George                                                  |                                         |
|                                                      | Johannesburgo (Hub)          | Aeropuerto Internacional OR Tambo                                     |                                         |
|                                                      | Kimberley                    | Aeropuerto de Kimberley                                               |                                         |
|                                                      | Mafikeng                     | Aeropuerto Internacional de Mafikeng                                  |                                         |
|                                                      | Mala Mala                    | Aeropuerto de Mala Mala                                               |                                         |
|                                                      | Margate                      | Aeropuerto de Margate                                                 |                                         |
|                                                      | Nelspruit                    | Aeropuerto de Nelspruit                                               |                                         |
|                                                      | Pietermaritzburg             | Aeropuerto Internacional Sir Theopulius Shepston                      |                                         |
|                                                      | Phalaborwa                   | Aeropuerto Hendrik Van Eck                                            |                                         |
|                                                      | Polokwane                    | Aeropuerto Internacional de Polokwane                                 |                                         |
|                                                      | Port Elizabeth               | Aeropuerto de Port Elizabeth                                          |                                         |
|                                                      | Umtata                       | Aeropuerto K. D. Matanzima                                            |                                         |
|                                                      | Upington                     | Aeropuerto de Upington                                                |                                         |
| Bandera de Lesoto                                    | Maseru                       | Aeropuerto Internacional Moshoeshoe I                                 |                                         |
| Bandera de Madagascar                                | Antananarivo                 | Aeropuerto Internacional Ivato                                        |                                         |
|                                                      | Tôlanaro                     | Aeropuerto de Tôlanaro                                                |                                         |
| Bandera de Mozambique                                | Beira                        | Aeropuerto de Beira                                                   |                                         |
|                                                      | Maputo                       | Aeropuerto Internacional de Maputo                                    |                                         |
|                                                      | Pemba                        | Aeropuerto de Pemba                                                   |                                         |
| Bandera de Suazilandia                               | Manzini                      | Aeropuerto Matsapha                                                   | Operado por Swaziland Airlink y Airlink |
| Bandera de Zambia                                    | Lusaka                       | Aeropuerto Internacional de Lusaka                                    |                                         |
|                                                      | Ndola                        | Aeropuerto de Ndola                                                   |                                         |
| Bandera de Zimbabue                                  | Bulawayo                     | Aeropuerto Internacional Joshua Mqabuko Nkomo                         |                                         |
|                                                      | Harare                       | Aeropuerto Internacional de Harare                                    |                                         |
|                                                      | Georgetown                   | Base Aérea de la Isla Ascensión                                       |                                         |
| Bandera de Santa Elena, Ascensión y Tristán de Acuña | Jamestown                    | Aeropuerto Internacional de Santa Elena                               |                                         |
|                                                      | Edimburgo de los Siete Mares | Aeropuerto Internacional de Edimburgo de los Siete Mares              |                                         |
| Sudamérica                                           |                              |                                                                       |                                         |
| Bandera de Brasil                                    | Porto Alegre                 | Aeropuerto Internacional Salgado Filho (Via ESM; Inicia próximamente) |                                         |

## Flota

### Flota Actual
La flota de Airlink incluye los siguientes aviones (a junio de 2023):
| Boeing 737-300   | 1  | — | Y29     | ZS-VDB                         |  |  |
| BAe Jetstream 41 | 4  | — | Y29     | ZS-NRE, ZS-NRG, ZS-NRH, ZS-NRI |  |  |
| Embraer 135LR    | 16 | — | Y44/Y37 |                                |  |  |
| Embraer 140      | 11 | — | Y44/Y37 |                                |  |  |
| Embraer 170      | 3  | — | C6Y68   |                                |  |  |
| Embraer 190      | 22 | 1 | C6Y92   |                                |  |  |
| Embraer 195      | 4  | — |         |                                |  |  |
| Total            | 61 | 1 |         |                                |  |  |

A junio de 2023, la media de edad de la flota de Airlink es de 18.2 años.